# Nordeste da China

Nordeste da China

Nordeste da China (chinês simplificado: 中国东北, chinês tradicional: 中國東北, pinyin: Zhōngguó Dōngběi) é uma região geográfica da China. Está separada da Rússia pelos rios Amur, Argun, e Ussuri, da Coreia do Norte pelo rio Yalu e rio Tumen, e da Região Autônoma da Mongólia Interior pela cordilheira do Grande Khingan. O centro da região é ocupado pela Planície do Nordeste da China.
A região Nordeste é definida pelo governo da República Popular da China como o conjunto das províncias de Heilongjiang, Jilin e Liaoning, pelo que é por vezes chamada de Três Províncias do Nordeste (东北三省/東北三省; Dōngběi Sānshěng).
Outro nome para a área é Guandong (关东/關東; Guāndōng) que significa "leste da porta," referindo-se à porta de Shanhaiguan.  Este nome foi usado pelo Exército de Kwantung japonês que levou ao estabelecimento do estado fantoche de Manchukuo na região antes da Segunda Guerra Mundial.